# Zethera manisa
Zethera manisa är en fjärilsart som beskrevs av Hans Fruhstorfer 1911. Zethera manisa ingår i släktet Zethera och familjen praktfjärilar. Inga underarter finns listade i Catalogue of Life.